# Gabriel Townsend
Gabriel Townsend (* etwa 1604; † etwa 1662) war ein englischer Cembalobauer. Er war Lehrling in der Werkstatt von Thomas White, dessen Sohn und dessen Enkel ebenfalls Thomas White hießen und Cembalobauer waren. Später war er Lehrherr von John Player und Stephen Keene. Townsend war vermutlich mit der Tochter des Cembalobauers John Hasard verheiratet.

## Erhaltene Instrumente

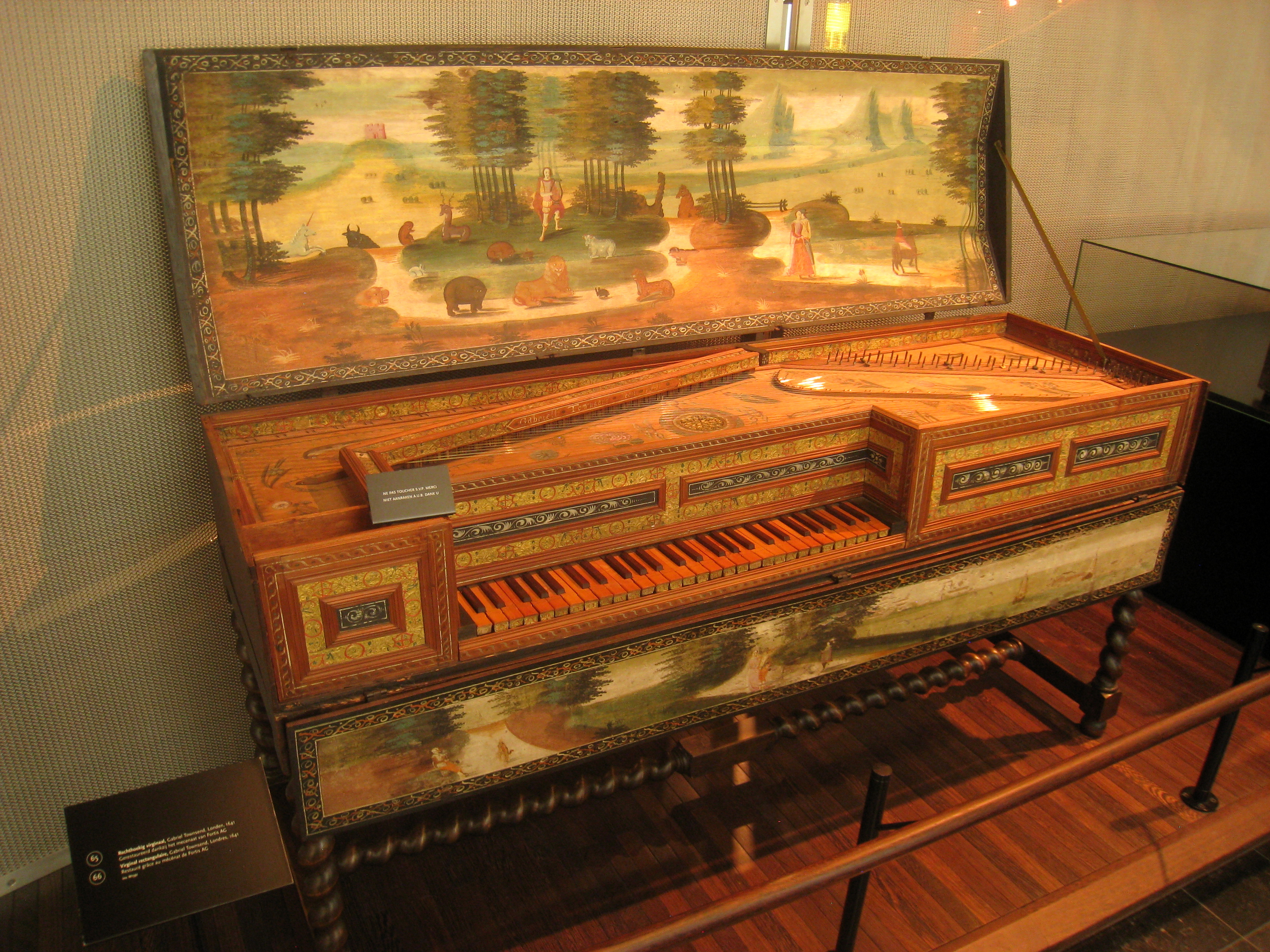
Virginal 1641 im Musikinstrumentenmuseum (Brüssel)

- Virginal von 1641; heute im Bestand des Musikinstrumentenmuseums Brüssel. Das Instrument gehörte Elisabeth Stuart. Es wurde ihr von ihrem Bruder Karl I. geschenkt. Elisabeth Stuart war eine geübte Musikerin und Schülerin von John Bull.[3]